# Verdana

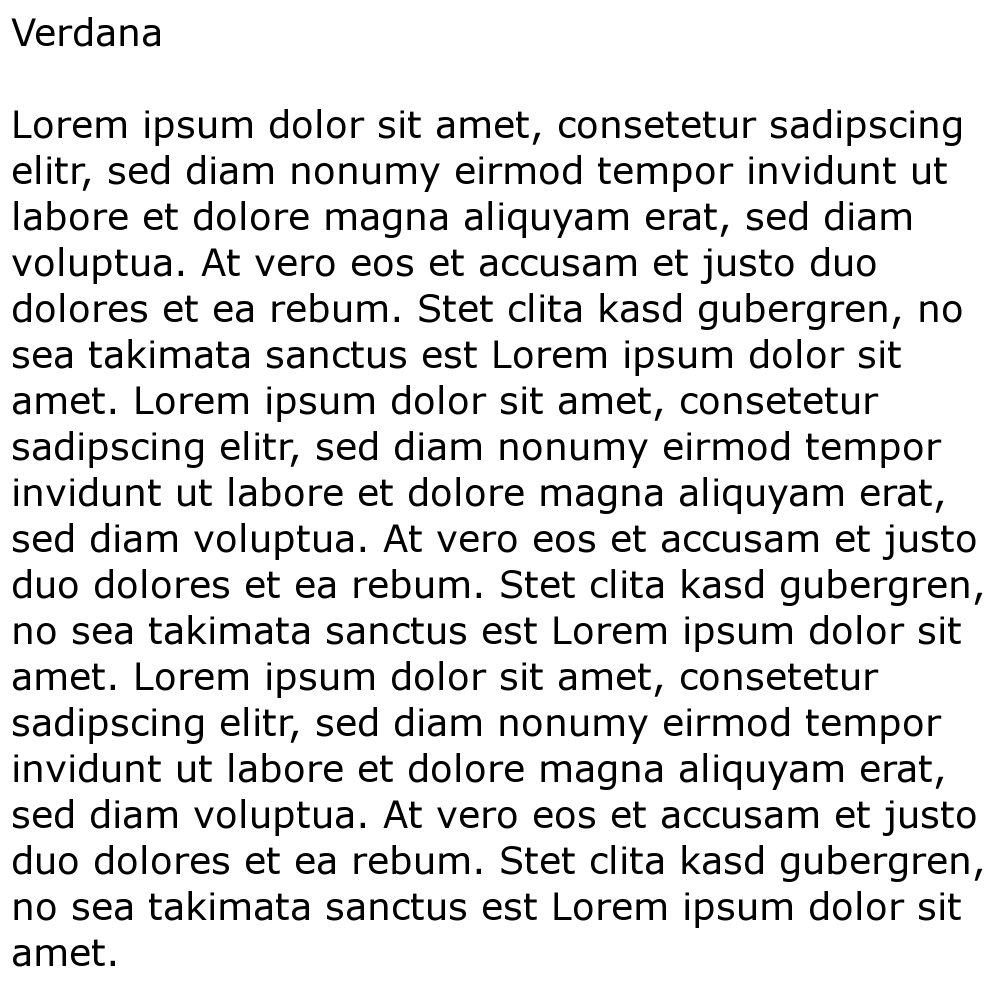
Lorem Ipsum skrivet med teckensnittet Verdana.

Verdana är ett sans-serif-teckensnitt med drag av mekan-serifer på enstaka tecken, specialdesignat av Matthew Carter för Microsoft, för att ge en klar och ren ordbild på datorskärmar, även i mindre storlekar.
Verdana ingår, sedan den släpptes 1996, i alla Windows-versioner, samt i Office-paketet och i Internet Explorer, till både PC och Mac.
Verdana ger en tydlig ordbild även i mindre storlekar då den saknar mindre serifer, har en hög x-höjd och vida bokstäver, har tydliga skillnader mellan bokstäver som annars kan vara svåra att skilja åt (exempelvis stora I (I), lilla L (l) och siffran 1 (1), samt har tydliga inre former (som i s (s), e (e) och c (c)).
Tack vare dess vida spridning och klara ordbild används teckensnittet flitigt på webbsidor. Dock är Verdana märkbart större än andra "webbsäkra" teckensnitt, såsom Arial eller Times New Roman. Detta kan skapa problem när Verdana inte finns installerat, "ersättningstexten" blir då alltför liten och kan vara svår att läsa.